# Werner Ehrhardt (Admiral)
Werner Ehrhardt (* 25. Mai 1898 in Liebstedt; † 23. September 1967 in Kiel) war ein deutscher Marineoffizier, zuletzt Konteradmiral und erster Kommandeur des Kommandos der Marineausbildung (KdoMarAusb) der Bundesmarine.

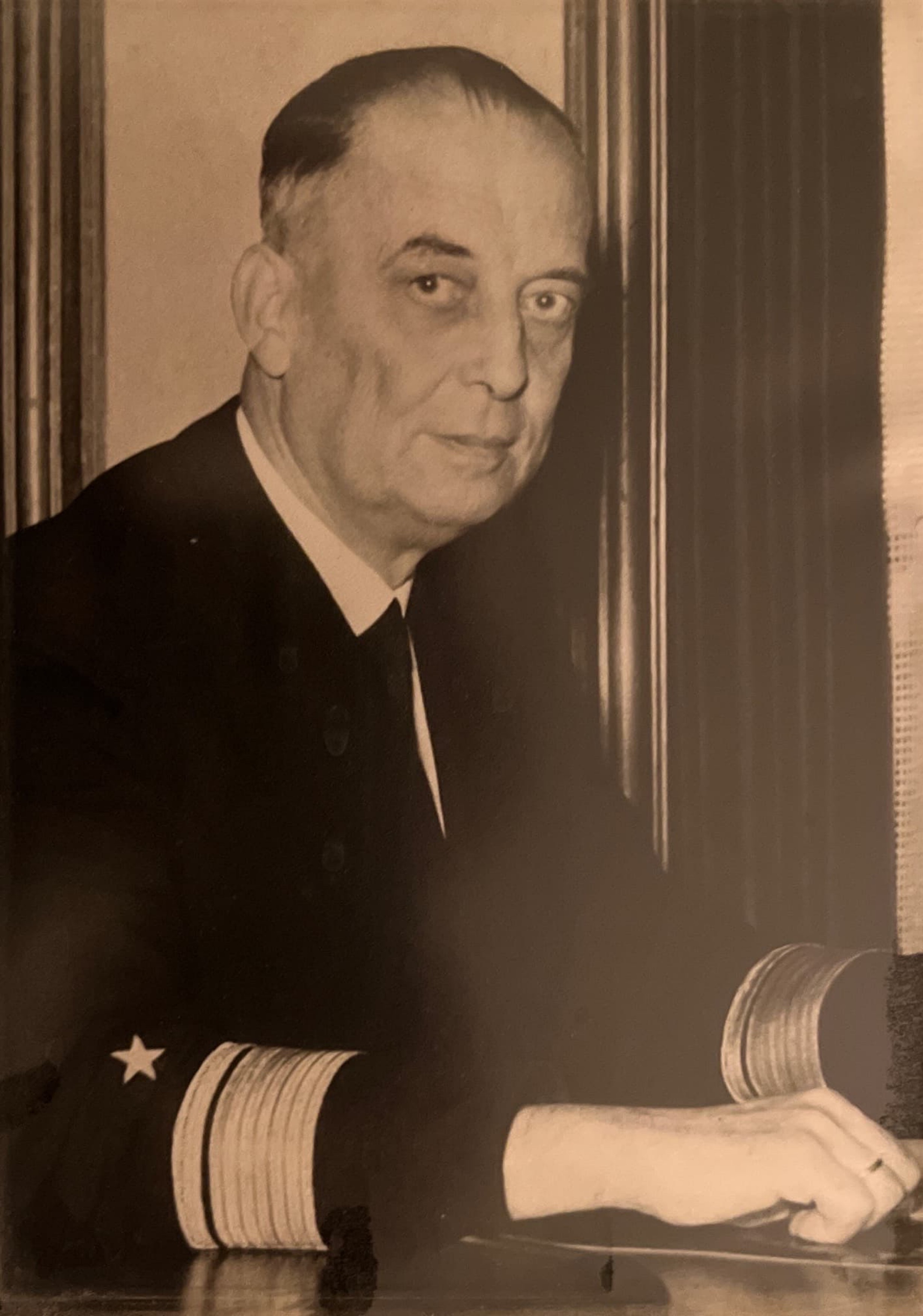
Porträt von Werner Ehrhardt, Konteradmiral in der Bundesmarine.

## Leben
Ehrhardt trat am 4. Juli 1916 als Kriegsfreiwilliger und Offiziersanwärter in die Kaiserliche Marine (Crew VII/1916) ein, kam zunächst an die Marineschule Mürwik und erhielt seine Schiffsausbildung auf dem Großen Kreuzer Freya. Ab 1. November 1916 versah er seinen Dienst auf dem Großlinienschiff Kronprinz und wurde dort am 26. April 1917 zum Fähnrich zur See befördert. Mit seinem Schiff, das dem III. Geschwader zugeteilt war, nahm er im September und Oktober 1917 an der Operation Albion teil. Am 18. September 1918 wurde Ehrhardt zum Leutnant zur See befördert.
Nach Beendigung des Ersten Weltkriegs erfolgte seine Übernahme in die Reichsmarine und die Versetzung auf den Kleinen Kreuzer Medusa. Anschließend kam er als Adjutant in den Stab der Marinestation der Ostsee und verblieb unter Beförderung zum Oberleutnant zur See am 1. April 1922 bis zum 24. September 1923 dort. In der Folgezeit wurde Ehrhardt als Wachoffizier auf verschiedenen Torpedobooten verwendet. Man ernannte Ehrhardt am 6. April 1926 zum Flaggleutnant und versetzte ihn zum Stab der Ostseeflotte. Am 27. September 1928 übernahm er sein erstes Kommando mit dem Torpedoboot Falke und in gleicher Funktion vom 16. Februar 1929 bis 26. September 1930 das Torpedoboot Greif. In der Zwischenzeit hatte man ihn am 1. April 1929 zum Kapitänleutnant befördert. Am 27. September 1930 kam er als Flaggleutnant zum Flottenkommando und übernahm am 22. September 1931 als Chef eine Kompanie im II. Bataillon der Schiffsstammdivision Ostsee. Vom 29. September 1933 bis 29. November 1936 wurde Korvettenkapitän (seit 1. April 1935) Ehrhardt als Admiralsstabsoffizier zur Marinestation Ostsee versetzt. Die kommenden zwei Jahre verbrachte Ehrhardt als Navigationsoffizier auf dem Panzerschiff Deutschland und nahm mit dem Schiff unterstützend am Spanischen Bürgerkrieg teil.
Ab 1. November 1938 wechselte er als Referent in das Personalamt des Oberkommandos der Marine, wurde am 1. Januar 1939 zum Fregattenkapitän befördert und nach Beginn des Zweiten Weltkriegs am 25. November 1939 zum Abteilungschef (MPA I) ernannt. Als Kapitän zur See (seit 1. April 1940) übertrug man ihm am 1. November 1942 die Wahrnehmung der Geschäfte des Chefs des Marinepersonalamtes. Vom 31. Januar bis 14. März 1943 wurde er kurzzeitig zur Disposition gestellt und im Anschluss zum Kommandanten des Schweren Kreuzers Prinz Eugen ernannt. Nach seiner Ablösung am 4. Januar 1944 erfolgte seine Ernennung zum Kommandeur der Marinekriegsschule Schleswig und die Beförderung zum Konteradmiral am 1. August 1944. Nach der deutschen Gesamtkapitulation verblieb er zunächst im Amt und geriet mit den Resten der Reichsregierung im Sonderbereich Mürwik am 25. Mai 1945 in britische Kriegsgefangenschaft, aus der er am 30. November 1946 entlassen wurde.
Am 16. Juni 1957 trat Ehrhardt als Flottillenadmiral in die neu gegründete Bundesmarine ein und war zunächst im Bundesministerium für Verteidigung tätig. Ehrhardt wurde – unter gleichzeitiger Beförderung zum Konteradmiral – am 1. Juli 1957 zum ersten Kommandeur des Kommandos der Marineausbildung (KdoMarAusb) in Kiel ernannt.
Ehrhardt wurde am 30. September 1960 aus der Bundesmarine ehrenvoll verabschiedet und in den Ruhestand versetzt. Am 15. Oktober 1960 erhielt er für seine Leistungen das Große Verdienstkreuz des Verdienstordens der Bundesrepublik Deutschland.
Ehrhardt war verheiratet, sein dritter Sohn Dieter Ehrhardt (1927–2021) avancierte in der Bundesmarine ebenfalls zum Konteradmiral. Werner Ehrhardt liegt auf dem Kieler Nordfriedhof begraben.